# Magnusantenna wuae
Magnusantenna wuae  (лат.) — ископаемый вид клопов рода Magnusantenna из семейства Coreidae (Heteroptera). Обнаружены в бирманском янтаре (меловой период, Мьянма).

## Описание
Отличаются очень широкими и длинными антеннами на голове. Они почти в 12 раз длиннее и в 4,4 раза шире, чем голова. Длина тела 6,67 мм. Длина усиков 6,78 мм, состоят из 4 сегментов: первые два тонкие, а два последних почти треугольной формы. Вид был впервые описан в 2020 году китайским палеоэнтомологом Бао-Цзе Ду и его коллегами (ChungKun Shih, Xiaoguang Yang, Dong Ren; Университет Нанкай, Китай). Своими расширенными усиками сходен с современными представителями рода Chariesterus. Видовое название дано в честь Ms. Wu Lijing, которая предоставила типовую серию.